# Al-Àixraf ibn al-Àdil
Al-Màlik al-Àixraf Abu-l-Fat·h Mudhàffar-ad-Din Xaraf-ad-Din Mussa ibn al-Àdil (àrab: الملك الأشرف أبو الفتح مظفَّر الدين شرف الدين موسى بن العادل, al-Malik al-Axraf Abu l-Fatḥ Muẓaffar ad-Dīn Xaraf ad-Dīn Mūsà b. al-ʿĀdil), més conegut com al-Àixraf I, al-Àixraf Mudhàffar-ad-Din o al-Àixraf ibn al-Àdil (el Caire, 1182 - Damasc, 27 d'agost de 1237), fou emir aiúbida de Damasc.
Era fill del sultà al-Àdil I i el seu pare el va nomenar governador de la Jazira amb seu a Haran el 1201, incloent-hi també Akhlat. Va governar la Jazira i Diyar Bakr fins al 1227. El juny de 1218 la Cinquena Croada va desembarcar a Egipte i al-Àixraf va fer un atac de diversió contra el comtat de Trípoli, però els croats van poder ocupar la Torre de la Cadena a Damiata, de manera que la flota va tenir accés a un braç del Nil. El 1221 va enviar totes les seves forces en ajut del seu germà al-Kàmil, que van acabar derrotant els croats (els van rodejar i van haver de comprar la seva retirada amb l'abandonament de Damiata). Al mateix temps el mongols amenaçaven el califa de Bagdad, que va demanar ajut a al-Àixraf que no va poder fer res, ja que no disposava de més mitjans.
El 1222 al-Àixraf va anar al Caire i es va aliar al seu germà al-Kàmil ibn al-Àdil contra un altre germà, al-Muàddham ibn al-Àdil de Damasc. Aquest va haver de cedir enfront d'al-Àixraf i al-Kàmil dues vegades, la primera en la successió d'Hamat: el 1221/1222 va morir al-Mansur I Muhàmmad (1191-1221/1222) i van esclatar lluites per la successió i al-Muàddham es va voler apoderar del principat, però fou obligat a renunciar. Al-Muàddham també reclamava Akhlat, que fou reconeguda a al-Àixraf. El 1225 al-Muàddham de Damasc es va aliar al xa de Coràsmia Jalal-ad-Din Manguberti i llavors, davant l'amenaça dels khwarizms a la Jazira, es va poder imposar al seu germà que va haver d'arribar a un acord i el setembre de 1226 al-Àixraf va anar a Damasc per reconèixer la sobirania del seu germà i renunciar als seus possibles drets feudals a Homs i Hamat; fou retingut com a virtual presoner fins al maig/juny del 1227 però sobtadament al-Muàddham va morir el 2 de novembre de 1227 i el seu fill an-Nàssir Dawud (1227-1229) de 21 anys, va reconèixer la sobirania d'al-Kàmil d'Egipte.
An-Nàssir Dawud va buscar el suport d'al-Àixraf però aquest i al-Kàmil es va entrevistar a Tall al-Adjul prop de Gaza i es va decidir que an-Nàssir Dawud hauria de cedir Damasc a al-Àixraf (1228); els dos germans aliats van marxar contra Damasc que van ocupar després d'un setge no gaire llarg el 15 de juny de 1229. An-Nàssir Dawud va rebre en compensació el feu de Kerak i al-Xawbak, i al-Àixraf va passar a ser príncep de Damasc. Tots van reconèixer al-Kàmil com a cap suprem aiúbida. Al-Àixraf va renunciar als seus dominis a Diyar Bakr i la Jazira en favor dels prínceps locals que donaven suport a l'arranjament i reconeixien a al-Kàmil.
A finals del 1232 els seljúcides de Rum van atacar i ocupar Akhlat. El juny de 1234 el sultà al-Kàmil va iniciar l'ofensiva contra els seljúcides sortint de Salamiyya a la Jazira, però no va tenir èxit pel poc suport i la manca de confiança dels altres prínceps aiúbides i aliats, i al-Kàmil va retornar al Caire al cap d'un mes, però només sortir al-Àixraf fou atacat pels seljúcides. Al-Kàmil va haver de retornar a Síria on va ajudar el seu germà, rebutjant als atacants, i va restar una llarga temporada a Damasc, fins al setembre del 1236.
La successió a Alep (1236) va portar a un conflicte entre al-Kàmil i al-Àixraf. Aquest va formar una coalició amb alguns prínceps de Síria i el sultà seljúcida Kay Kobad I de Rum. Estava a punt d'esclatar la guerra quan al-Àixraf es va posar malalt i va morir pocs mesos després, el 27 d'agost de 1237. El va succeir el seu germà al-Salih Ismail ibn al-Àdil.